# Ozmana haemophila
Ozmana haemophila is een eenoogkreeftjessoort uit de familie van de Ozmanidae. De wetenschappelijke naam van de soort is voor het eerst geldig gepubliceerd in 1989 door Ho & Thatcher.